# Gesellschaft Schweiz-Russland
Der Verein Gesellschaft Schweiz-Russland (russisch Общество Швейцария-Россия) bezweckt die Förderung und Pflege der gegenseitigen Kontakte, der freundschaftlichen Zusammenarbeit und des kulturellen Austausches zwischen der Schweiz, der Russischen Föderation und den übrigen russischsprachigen Ländern der GUS-Staaten.

## Ziele
- Die GSR fördert die Begegnung zwischen Bürgern der Schweiz und der Russischen Föderation sowie der übrigen GUS-Staaten zur Völkerverständigung.
- Die GSR pflegt und fördert die russische Sprache und Kultur in der schweizerischen Diaspora, aber auch die soziale Integration.

## Tätigkeit
Diese Ziele erreicht die Gesellschaft Schweiz–Russland durch eigene Veranstaltungen und Hinweise auf Veranstaltungen befreundeter Organisationen sowie durch Information der Öffentlichkeit über entsprechende Aktivitäten.

## Organisation
Der Verein ist politisch und konfessionell neutral und hat rund 400 Mitglieder.

### Vorstand
- Felix Werner, Präsident
- Tatjana Schmidlin, Vizepräsidentin; Kulturbeauftragte
- Martin Diggelmann, Finanzen
- Edwin Kaufmann, Kontakte

### Ehrenmitglieder
Zu den Ehrenmitgliedern zählen u. a. der Kunsthistoriker, Essayist und sozialistische Intellektuelle Konrad Farner, der in den 1940er Jahren die Gesellschaft Schweiz-Sowjetunion nachhaltig prägte. Am 17. April 2010 wurde der international bekannte Schweizer Maler und Grafiker Hans Erni für seine Verdienste zur Völkerverständigung zum Ehrenmitglied ernannt. Erni hatte 1945 ein Plakat für die Wiederaufnahme diplomatischer Beziehungen mit der Sowjetunion gestaltet, wofür er zum Landesverräter erklärt und jahrzehntelang geächtet wurde.

### Präsidenten
| Zeitraum  | Präsident                           | Beruf |
| --------- | ----------------------------------- | --- |
| 1925-     |                                     | |
| 1944–1946 | Paul Vosseler, Basel                | Geograf |
| 1946-     | Hans Mühlestein, Celerina           | Kulturhistoriker                                                                                            |
| 1946-     | Wolfgang-Amédée Liebeskind, Genf    | Rechtswissenschaftler                                                                                       |
| 1950-     | Fritz Lieb, Basel                   | Theologe, Spezialist für die orthodoxe Kirche und russische Geistesgeschichte                               |
| 1952-     | Paul Camenisch, Chur                | Architekt, Zeichner und Maler, Mitbegründer der expressionistischen Künstlergruppen Rot-Blau und Gruppe 33. |
| -1968     | Marc Oltramare, Genf                | Arzt und Gründer der Centrale Sanitaire Suisse (CSS)                                                        |
| 1988–2010 | Samuel Eichenberger, Reinach        | Postangestellter                                                                                            |
| 2010–2011 | Marianna Polischuk, Hausen am Albis | Sprachlehrerin (Co-Präsidentin)                                                                             |
| 2010–2012 | Jürg Vollmer, Chur/Arosa            | Journalist (Co-Präsident, ab August 2011 im Ausstand)                                                       |
| 2011–2012 | Anna Bereiter-Bychkova, Rorschach   | Juristin und Violinistin (Co-Präsidentin)                                                                   |
| 2012–2019 | Manfred Spalinger, Andelfingen      | Archivar |
| 2019–     | Felix Werner, Riehen                | Buchhändler                                                                                                 |

## Geschichte

### Namensgeschichte
Der Verein zur Förderung der freundschaftlichen Zusammenarbeit zwischen der Schweiz und der Russischen Föderation hat eine bewegte Geschichte, die sich in einer wechselhaften Namensgeschichte widerspiegelt.
| Zeitraum  | Vereinsname                                                                                         | Abkürzung |
| --------- | --------------------------------------------------------------------------------------------------- | --------- |
| 1925–1944 | Gesellschaft Schweiz–Sowjetunion                                                                    | GSS       |
| 1944–1950 | Gesellschaft zur Förderung und Pflege normaler Beziehungen zwischen der Schweiz und der Sowjetunion | GSS       |
| 1950–1993 | Gesellschaft Schweiz–Sowjetunion                                                                    | GSS       |
| seit 1993 | Gesellschaft Schweiz–Russland                                                                       | GSR       |

### 1925: Gründung
Gegründet wurde der Verein 1925 als Gesellschaft Schweiz–Sowjetunion (GSS).

### 1944/1945: Erfolg und Verfolgung
Am 6. Februar 1944 wurde die GSS in Basel von 18 Personen sozusagen „neu“ gegründet und aus politischen Gründen umbenannt in Gesellschaft zur Förderung und Pflege normaler Beziehungen zwischen der Schweiz und der Sowjetunion, behielt aber ihren Kurznamen Gesellschaft Schweiz–Sowjetunion. Den Statutenentwurf schrieb der erste Zentralsekretär der GSS, Fritz Heeb, der später als Rechtsanwalt von Alexander Solschenizyn international bekannt wurde. Heeb schrieb 1946 auch ein Positionspapier über „Die Aufgaben der Gesellschaft“. Die „neue“ Gesellschaft Schweiz–Sowjetunion wuchs erstaunlich schnell, obwohl oder gerade weil damals gerade der Kalte Krieg begann.
Am 8. April 1945 tagten im Kongresshaus Zürich erstmals 240 Delegierte der Gesellschaft Schweiz–Sowjetunion, die schon über 2.700 Mitglieder vertraten. GSS-Präsident Paul Vosseler schrieb danach stolz, dass sich die Delegiertenversammlung „zusammensetzte aus Arbeitern, Geschäftsleuten, Industriellen, Kleingewerbetreibenden, Schriftstellern, Ingenieuren, Angestellten, Politikern, Universitätsprofessoren, Künstlern, Technikern, Juristen, Lehrern, Handwerkern und auch das bäuerliche Element fehlte nicht“.

#### Regionalgruppen
Schon nach wenigen Monaten hatte die Gesellschaft Schweiz–Sowjetunion eine ganze Reihe von Regionalgruppen, die erfolgreich Mitglieder akquirierten und in jeder Region pro Monat mehrere Veranstaltungen mit jeweils 500 bis 700 Besuchern durchführten:
- Arbon, Juni 1945.
- Basel, November 1944.
- Bern, August 1944.
- Locarno (Tessin)
- Luzern, September 1944.
- Genf (Romandie), November 1944, Präsident: W.A. Liebeskind
- Olten, Juli 1945.
- Solothurn, Juni 1945.
- St. Gallen, November 1944.
- Winterthur
- Zürich, November 1944, Präsident: Fritz Heeb

#### Petition zur Wiederaufnahme diplomatischer Beziehungen mit der Sowjetunion
Die „neue“ GSS organisierte 1944 eine Petition, damit die Schweizer Regierung die diplomatischen Beziehungen mit der Sowjetunion wieder aufnimmt. Der Bundesrat und die Bundesanwaltschaft „legten uns jedoch alle nur mögliche Schwierigkeit in den Weg“, berichteten GSS-Vorstandsmitglieder. Sie mussten monatelang um die Bewilligung zur Herausgabe einer eigenen Zeitschrift kämpfen, um die Seitenzahl und die Verkaufsmöglichkeiten dieser Zeitschrift.
Gleichzeitig verbot die Abteilung Presse und Funkspruch der Schweizer Armee zuerst den Abdruck eines Inserates der GSS, danach weigerten sich Der Bund, die Neue Zürcher Zeitung und sämtliche Zeitungen der französischsprachigen Schweiz, das Inserat zu drucken.
Trotz dieser behördlichen Hindernisse gegenüber der GSS kamen in 20 Tagen rund 120'000 Unterschriften für die Petition zusammen, welche die Schweizer Regierung am 18. März 1946 dazu bewogen, „mit der Regierung der Sowjetunion freundschaftliche Beziehungen zu unterhalten“. Verhandlungspartner auf Schweizer Seite war der Ausserordentliche Gesandte Eduard Zellweger, der wiederum langjähriges Mitglied der GSS war, auf russischer Seite verhandelte der Ausserordentliche Gesandte Nikolai Alexandrowitsch Koschewnikow.

#### Skandal um ein Plakat von Hans Erni
Höhepunkt der Schikanen von Bundesanwaltschaft und Bundesrat war das Verbot eines Plakates für die Petition zur Wiederaufnahme diplomatischer Beziehungen mit der Sowjetunion. Der international bekannte Schweizer Maler Hans Erni hatte das einprägsame Plakat mit dem neuen Logo der GSS 1944 zur Unterstützung der Unterschriftensammlung gestaltet:
In der oberen Hälfte das GSS-Logo mit der Schweiz und der Sowjetunion auf einer stilisierten Europakarte, wobei von der kleinen Schweiz vier Kreise wie Funkwellen die Sowjetunion umschliessen. In der unteren Hälfte verbinden sich ein dickes und ein dünnes Tau zu einem fotorealistischen Schifferknoten. Der Kunsthistoriker und Essayist Konrad Farner schrieb, auf dem Plakat seien „die Grössenverhältnisse eindeutig dargestellt, und wiederum sind, indem sich die beiden Seile gleichberechtigt vereinigen, die Möglichkeiten und Notwendigkeiten vor Augen geführt. Im Knoten werden die zwei verschiedenen Qualitäten beider Länder in einer neuen, einheitlichen Qualität vereinigt.“
Diese Darstellung und der harmlose Plakattext „Wir erstreben freundschaftliche und vertrauensvolle Beziehungen zwischen unserm Lande und der Sowjetunion“ waren der Schweizerischen Bundesanwaltschaft und dem Bundesrat trotzdem zu viel. Am 27. Februar 1945 beschloss der Bundesrat, gestützt auf Art. 102, Ziffer 8 und 9 der Bundesverfassung, den Anschlag des Plakats in der ganzen Schweiz zu verbieten. Die darin enthaltene „Propaganda für eine kriegsführende Macht“ sei „aus Gründen der Neutralität unzulässig“.
Hans Erni wurde dafür zum Landesverräter gestempelt und von den Behörden observiert. Eine von ihm gestaltete und bereits gedruckte Schweizer Banknotenserie wurde zurückgezogen.
Spätestens mit diesen Massnahmen hatten die Bundesbehörden für die grosse Öffentlichkeit aber den Bogen überspannt: „Was ist denn an diesem verbotenen Plakat zu beanstanden – ausser dem Verbot?“ fragte zum Beispiel die Basler National-Zeitung und sprach von einer „kleinlichen, ans Schikanöse grenzenden Polizeimassnahme, die durch nichts gerechtfertigt ist“. Die Berner Tagwacht bezeichnete den Entscheid als „völlig abwegig und unhaltbar, von einem unmöglichen Gehirn ausgeklügelt“. Sogar hohe Beamte der „Abteilung für Auswärtiges“ (Aussenministerium) kritisierten den Entscheid aus dem Bundeshaus.
Am 6. April 1945 musste der Bundesrat einlenken, wenn auch mit einer Bedingung an die Gesellschaft Schweiz–Sowjetunion und den Künstler Hans Erni: „Der Bundesrat ist der Auffassung, dass das Plakat gestattet werden könnte, wenn darauf die Schweiz und die Sowjetunion in gänzlich verschiedenen Farben dargestellt würden.“ Als dieser Beschluss der Regierung an der Delegiertenversammlung am 8. April 1945 im Kongresshaus Zürich vorgelesen wurde, verzeichnete das Protokoll „schallende Heiterkeit“. Einlenken mussten die Bundesbehörden am 18. März 1946 auch bei der Petition zur Wiederaufnahme diplomatischer Beziehungen mit der Sowjetunion, was nachhaltig für schlechte Stimmung gegenüber der GSS sorgte.

#### Hilfe für die 10'000 sowjetischen Internierten in der Schweiz
Wie schon während des Zweiten Weltkrieges half die GSS noch lange nach Kriegsende materiell und personell bei der Betreuung der 10'000 sowjetischen Internierten in der Schweiz mit. Diese kamen in den letzten Monaten des Krieges als Flüchtlinge aus deutschen Kriegsgefangenen- und Arbeitslagern in die Schweiz, meist in sehr schlechtem gesundheitlichen Zustand und praktisch ohne Kleidung. Die Schweizer Bundesbehörden verteilten die sowjetischen Flüchtlinge in Internierungslagern in der ganzen Schweiz, wobei die sehr zurückhaltend ausgeübte offizielle humanitäre Hilfe zu Kritik aus der Sowjetunion führte.
Am 8. Mai 1945 beantragte die Gesellschaft beim Bundesrat, eine paritätisch zusammengesetzte Kommission zu ernennen, welche die Berechtigung der Vorwürfe über die Behandlung der sowjetischen Internierten in der Schweiz untersuchen sollte. Die GSS wollte in diese Kommission drei ihrer Präsidiumsmitglieder abordnen, nämlich die Nationalräte Francesco Borella, Carl Miville und Jaques Schmid. Parallel dazu sammelte die GSS finanzielle Mittel und Kleider, aber auch russischsprachige Bücher und Schallplatten, für die sowjetischen Internierten. In den Internierungslagern zeigte die GSS alte und neue Filme aus der Sowjetunion, während sie im Studio-Kino „Nord-Süd“ in Zürich eine Sowjet-Film-Woche organisierte, deren Reinertrag für die Hilfe zu Gunsten der sowjetischen Internierten eingesetzt wurde.
Am 16. Juni 1945 gab Radio Moskau den Beschluss des Kreml bekannt, die Repatriierung der Schweizer aus den sowjetisch besetzten Gebieten so lange einzustellen, bis Moskau von der Schweiz genaue Informationen über die Internierungsbedingungen und Massnahmen zur Rückkehr der sowjetischen Internierten in der Schweiz erhalten habe. Schon am 20. Juni 1945 lud Bundesrat Max Petitpierre eine sowjetische Militärdelegation ein, den Sachverhalt zu klären. Die Verhandlungen begannen am 27. Juni in Bern und wurden durch ein Abkommen am 10. September, beendet. Am 6. Oktober 1945 hob Moskau die Ausreisesperre gegen die Schweizer Bürger auf, zu diesem Zeitpunkt konnten auch die letzten sowjetischen Flüchtlinge die Internierungslagern in der Schweiz verlassen und in die Sowjetunion zurück reisen.

### 1945–1989: Im Kalten Krieg
Vor und während des Kalten Krieges 1945 bis 1989 förderte die GSS unter nicht immer einfachen Umständen den kulturellen Austausch, die Verständigung der Völker und die menschlichen Beziehungen zwischen den beiden Staaten.
Gegen eines der couragierten Gründungsmitglieder der „neuen“ GSS, den Luzerner Kunstmaler Max von Moos, wurde 1947 sogar ein Verfahren angestrengt wegen angeblichem Missbrauchs des Lehramts an der Kunstgewerbeschule Luzern zu Propagandazwecken.

### 1990 bis 2010: Ruhige Phase
Erst 14 Monate nach dem Zerfall der Sowjetunion am 21. Dezember 1991 wurde im Februar 1993 die Gesellschaft Schweiz–Sowjetunion aufgelöst und die Gesellschaft Schweiz–Russland (GSR) gegründet. Diese hält sich nach den bitteren Erfahrungen der ersten Jahrzehnte bewusst aus der Politik raus und betont die humanitäre Hilfe sowie den kulturellen Austausch zwischen der Schweiz, der Russischen Föderation und neu dem gesamten russischsprachigen Raum.

### Ab 2010: Grosse Ambitionen, ernüchternde Realität, Neustart
Am 17. April 2010 wurde der Vorstand praktisch vollständig erneuert und ein schweizerisch-russisches Co-Präsidium eingeführt. Co-Präsident Jürg Vollmer wollte unter anderem die GSR als Dachorganisation aller schweizerisch-russischen Gruppierungen positionieren.
Nachdem er sich im August 2011 aus persönlichen Gründen aus dem Vereinsvorstand verabschiedet hatte, mussten die Absichten des Vereins auf das Machbare reduziert werden. Im Verlauf von 2011 wickelte der Vorstand die aufgegleisten bzw. noch laufenden Projekte ab. Dazu gehörte die Auflösung der Zeitschrift „Echo/3xo“, welche Jürg Vollmer in Zusammenarbeit mit der Stiftung Jugendaustausch Schweiz-GUS ins Leben gerufen hatte.
In der Folge befasste sich der Vereinsvorstand mit der Frage, ob und wie der Verein weiterzuführen wäre. Für die anstehende Generalversammlung 2012 plädierte der Vorstand aus mehreren Gründen für die Auflösung des Vereins. Dazu kam es aber nicht; die anwesenden Vereinsmitglieder sprachen sich engagiert für den Weiterbestand aus. Der teilweise bestätigte, teilweise neu gewählte Vorstand versucht seither, den Vereinsmitgliedern mit zwar beschränkten Ressourcen ein trotzdem attraktives Angebot zu bieten. Eine repräsentative Mitgliederumfrage (Beteiligung über 12 %) hatte 2012 ergeben, dass sich die Vereinsmitglieder in erster Linie für eine authentische Begegnung mit russischsprachigen Menschen, deren Alltagskultur (inklusive Kochen, Fernsehen, Trivialliteratur), aber auch für das Leben in der russischen Provinz abseits der touristischen Zentren interessieren. Seit 2013 bietet der Verein deshalb thematische Kleingruppen-Erlebnisreisen in abgelegene Regionen Russlands an.
Die politischen Ereignisse der Jahre 2011 bis 2013 blieben in der Vereinsführung nicht ohne Folgen. Der Verein bekennt sich zur Bildung einer demokratischen Zivilgesellschaft in der Russischen Föderation, bekundet aber einige Mühe, hier positive Entwicklungen wahrzunehmen. Er unterhält auch keinerlei Kontakte mit dem Staat Russland. Trotzdem versucht die Gesellschaft Schweiz-Russland, einen partnerschaftlichen Weg einerseits zwischen Russen und Schweizern in der Schweiz, aber auch Schweizern und Russen in Russland zu gehen.

### Swiss Center in St. Petersburg
Ab 1993 engagiert sich die GSR in St. Petersburg. Aus der anfänglich rein humanitären Hilfe entsteht ein Swiss Center in St. Petersburg, welches zur offiziellen Vertretung des Vereins in der Russischen Föderation wird.
1995 organisieren die GSR und deren Swiss Center in St. Petersburg erste Kulturreisen und Sprachreisen nach Russland. 1998 bis Juni 2006 war die Leiterin des Swiss Center, Madeleine Lüthi, Generalhonorarkonsulin der Schweiz in St. Petersburg.

### Zeitschriften- und Buch-Verlag
Die Gesellschaft Schweiz-Sowjetunion führte ab 1945 einen eigenen Verlag, dessen Zeitschrift Schweiz-Sowjetunion aber von den Schweizer Behörden massiv unter Druck gesetzt wurde.
Die erste Ausgabe der Zeitschrift erschien im Januar 1945 mit 16 Seiten Text-Umfang – ein grösserer Heftumfang wurde ausdrücklich verboten vom Bundesrat, der zuvor auch den sperrige Zeitschriftentitel „Mitteilungen für die Mitglieder der Gesellschaft zur Förderung und Pflege normaler Beziehungen zwischen der Schweiz und der Sowjetunion“ sowie die maximale Auflage von 2000 Exemplaren vorgeschrieben hatte. Die GSS durfte also nicht einmal alle ihre 2.700 Mitglieder mit der Zeitschrift beliefern. Sofort nach Erscheinen der ersten Ausgabe mit dem Titel Schweiz-Sowjetunion und 16 Seiten plus Umschlag intervenierte die Bundesanwaltschaft, womit ein jahrelanger Kampf zwischen Verlag und Bundesbehörden begann. So erschienen denn nur folgende Jahrgänge der Zeitschrift Schweiz-Sowjetunion:
- 1944, Pilotnummer
- 1945, Heft 1 bis 10
- 1946, Heft 11 (Juli)
- 1949, Heft 12 (Mai)
- 1952, Heft 13 (September/Oktober)
- 1983, Heft 1 bis 3 (Februar bis Dezember)
- 1987, Heft 1 und 2 (August und November)
- 1988, Heft 3 (Februar)

Der Verlag publizierte auch Bücher und Broschüren:
- Michail Alexandrowitsch Scholochow: Leutnant Gerassimow. Kurzgeschichte des sowjetischen Schriftstellers und Nobelpreisträgers, gestaltet von Richard Paul Lohse. Zürich 1946, DNB 576448370.[13]
- Konrad Farner: Moskau in der Jahrhundertmitte. Tagebuch eines Schweizers. Zürich 1952. (Farner war Leiter der achtköpfigen Delegation der GSS, die das Land im Winter 1950/51 besuchte)
- Galina Ulanowa: Über das sowjetische Ballett. Illustrationen von Hans Erni. Zürich 1955, OCLC 602132933. (Hans Erni, der im Juni 1954 die Hauptprobe des sowjetischen Balletts in der Pariser Oper besuchte und davon sieben Diamantgravuren auf Lithographiestein schuf. Ulanowa war eine der weltweit vier Prima Ballerina Assoluta)

## Bekannte Mitglieder
- Barth Karl, Theologe, gilt in der europäischen evangelischen Kirchen als „Kirchenvater des 20. Jahrhunderts“ (1940er Jahre)
- Camenisch Paul, Architekt und Maler (1952 Präsident der GSS)
- Erni Hans, Kunstmaler (1944 Plakat für GSS)
- Farner Konrad, Kunsthistoriker, Essayist und sozialistischer Intellektueller (1940er Jahre)
- Heeb Fritz, Mitbegründer der Partei der Arbeit (PdA) und Rechtsanwalt von Alexander Solschenizyn (1944 Zentralsekretär der GSS)
- Loosli Carl Albert, Schriftsteller und Journalist (1940er Jahre)
- Carl Miville, Regierungsrat Basel-Stadt
- von Moos Max, Kunstmaler (1944 Gründungsmitglied der „neuen“ GSS)
- Marc Oltramare, Arzt und Gründer der Centrale Sanitaire Suisse (CSS)
- Zellweger Eduard Ausserordentlicher Gesandter des Bundesrates (1940er Jahre)

## Internationale Freundschaftsgesellschaften
Der Verein ist eine von 62 nationalen Freundschaftsgesellschaften u. a.:
- Österreichisch-Russische Freundschaftsgesellschaft (ORFG)
- Union Nationale des Associations d'Amitié avec la Russie, la C.E.I et les États Baltes
- Associazione Italia-Russia